# Timofeï Khrioukine
Timofeï Timofeïevitch Khrioukine (en russe : Тимофей Тимофеевич Хрюкин) (né le 21 janvier 1910 et décédé le 19 juillet 1953) est un aviateur et colonel général (1944) de l'armée de l'air soviétique, deux fois héros de l'Union soviétique (1945).

## Biographie
Né d'un père maçon, dans une famille pauvre, Timofeï Khrioukine travaille dès l'âge de huit ans comme ouvrier agricole dans une famille de riches cosaques. Il s'enfuit de chez lui et vit pendant deux ans la vie des enfants des rues dans les années qui précèdent la Révolution d'Octobre, puis occupe plusieurs emplois précaires, notamment manœuvre dans un dépôt de chemin de fer. Il ne commence à étudier qu'à l'âge de 15 ans en suivant les cours du soir dans le cadre de la campagne soviétique d’éradication de l'analphabétisme. À 16 ans, il rejoint les Jeunesses communistes, où après quelque temps il est élu secrétaire du district avant d'adhérer au parti communiste en 1929.
Il suit les cours du soir du Rabfak, « l'école des travailleurs », pour la préparation à l'enseignement supérieur et en sort diplômé en 1932. Il s'inscrit alors brièvement dans une école d'agriculture avant de s'engager dans l'Armée rouge, où il suit les cours de l'école militaire d'aviation de Louhansk. Il en sort diplômé en 1933 et sert comme pilote de bombardier.
Khrioukine fait partie des volontaires soviétiques qui combattent aux côtés des républicains lors de la guerre civile espagnole. Cela lui vaut d'être décoré de l'ordre du Drapeau rouge à son retour en Union soviétique.
Il fait ensuite partie des volontaires soviétique qui partent soutenir les troupes chinoises lors de la guerre sino-japonaise. Il sert en tant que chef d'escadrille puis de groupe. Il est récompensé par le titre de héros de l'Union soviétique le 22 février 1939 — sans doute pour avoir coulé le porte-avions japonais Yamato Maru, mais ce fait d'armes est controversé.
En 1939, il est diplômé comme officier supérieur de l'académie militaire de l'état major et prend le commandement de la 14e armée aérienne soviétique. C'est à ce poste qu'il participe à la guerre d'hiver. Il est nommé commandant de division le 4 mai 1940 et un mois plus tard major-général de l'armée de l'air, à la suite de la ré-introduction de ce grade dans l'armée de l'air soviétique où il avait été aboli après la Révolution d'octobre.

### Grande Guerre patriotique
Le 27 mai 1941, moins d'un mois avant l'invasion de l'Union soviétique par l'Allemagne nazie, Khrioukine est nommé commandant de la 12e armée aérienne, basée dans la région de Kiev. En août 1941, il est nommé lieutenant général et prend le commandement des forces aériennes du front de Carélie. Sa mission principale est alors de protéger la voie de chemin de fer stratégique qui mène à Mourmansk.
En juin 1942, il est nommé à la tête des forces aériennes du front du sud-ouest, qui deviennent la 8e armée aérienne. La 8e armée aérienne joue un rôle de plus en plus important lors de la bataille de Stalingrad, durant laquelle elle se renforce progressivement jusqu'à assurer le premier soutien aérien notable pour les troupes de l'Armée rouge. Khrioukine met en place plusieurs innovations dont la planification à grande échelle des opérations aériennes lors de l'opération Uranus, ou la formation, début octobre 1942, d'un régiment de pilotes de chasse d'élite : le 9e régiment de chasse de la garde, sous le commandement de l'as soviétique Lev Chestakov. Sous son commandement la 8e armée participe ensuite aux opérations dans le Donbass, en Ukraine et en Crimée.
Khrioukine est promu colonel général en mai 1944. De juillet 1944 à la fin de la guerre, il commande la 1re armée aérienne. Cette unité est attachée au troisième front biélorusse et comprend le groupe de chasse franco-russe Normandie-Niemen. Khrioukine participe ainsi à l'opération Bagration, à la reconquête des pays baltes, aux opérations de Pologne et de la province de Prusse-Orientale. La 1re armée aérienne joue un rôle particulièrement important lors de la bataille de Königsberg.
Le 19 avril 1945 il reçoit son deuxième titre de héros de l'Union soviétique.

### Après guerre
En août 1946, il quitte le commandement de la 1e armée aérienne pour devenir responsable adjoint de la formation des forces aériennes soviétiques jusqu'en juillet 1947, poste qu'il occupe de nouveau de 1950 à 1953. Il est commandant de la 7e armée aérienne de juillet 1947 à avril 1949, puis commandant de la région aérienne de Bakou d'avril 1949 à juillet 1950.
Khrioukine est victime d'un accident de voiture lors de manœuvres après la guerre. Il n'y survit que par l'habileté de son chirurgien, mais sa santé en sera gravement affectée jusqu'à la fin de sa vie.
Il meurt en 1953 des suites d'une longue maladie. Il est enterré au cimetière de Novodevitchi.

## Récompenses et distinctions
- Héros de l'Union soviétique : 1939
- Ordre de Lénine : 1939
- Étoile d'or : 1939
- Ordre du Drapeau rouge : 1937, 1940, 1942, 1953
- Ordre de la Guerre patriotique de 2e classe : 1942
- Ordre de Souvorov de 1er classe : 1944
- Ordre de Souvorov de 2e classe : 1943
- Ordre de Koutouzov de 1er classe : 1943, 1944
- Ordre de Bogdan Khmelnitski de 1er classe : 1944
- Ordre de l'Étoile rouge : 1947